# Norrviken
Norrviken est une communauté urbaine de la ville de Stockholm située dans le Comté de Västmanland.